# Bomolocha trituberalis
Bomolocha trituberalis är en fjärilsart som beskrevs av Philipp Christoph Zeller 1872. Bomolocha trituberalis ingår i släktet Bomolocha och familjen nattflyn. Inga underarter finns listade i Catalogue of Life.